# Đế quốc Nga sáp nhập Hãn quốc Krym
Đế quốc Nga sáp nhập lãnh thổ từng do Hãn quốc Krym kiểm soát vào ngày 19 tháng 4 [lịch cũ 8 tháng 4] năm 1783. Giai đoạn trước khi sáp nhập có dấu ấn là việc Nga can thiệp nội vụ Krym, một loạt cuộc nổi dậy của người Tatar Krym, trong khi Ottoman có sự mâu thuẫn. Sự kiện sáp nhập bắt đầu 134 năm Đế quốc Nga cai trị khu vực, kết thúc vào cách mạng năm 1917.
Sau khi qua tay vài thế lực trong Nội chiến Nga, Bolshevik thiết lập được quyền thống trị tại Krym vào năm 1921, bán đảo trở thành bộ phận của nước Nga Xô viết và sau là của Liên Xô. Năm 1944, nhà cầm quyền Liên Xô bắt đầu trục xuất người Tatar Krym bản địa nhằm thanh lọc sắc tộc. Đến năm 1954, khu vực được chuyển giao cho Ukraina Xô viết, và  Ukraina độc lập vào năm 1991 sau khi Liên Xô tan rã. Liên bang Nga sáp nhập Krym vào tháng 3 năm 2014, nhưng không được quốc tế công nhận.

## Mở đầu

### Krym độc lập (1774–1776)
Hãn quốc Krym có phần lớn cư dân là người Tatar Krym. Trước khi Nga đánh bại Đế quốc Ottoman trong chiến tranh năm 1768–1774, hãn quốc là bộ phận của Ottoman. Theo Hiệp định Küçük Kaynarca nhằm kết thúc chiến tranh, Đế quốc Ottoman buộc phải nhượng lại chủ quyền đối với Hãn quốc, và cho phép nó trở thành một nhà nước độc lập dưới ảnh hưởng của Nga. Người Tatar tại Krym không mưu cầu độc lập, và có tình cảm gắn bó mạnh mẽ với Đế quốc Ottoman. Trong vòng hai tháng ký kết hiệp định, chính phủ hãn quốc cử các phái viên đến Ottoman, yêu cầu họ "hủy bỏ tình trạng độc lập". Các phái viên nói rằng vì quân đội Nga vẫn đóng quân tại Yeni-Kale và Kerch, nên Hãn quốc không thể được coi là độc lập. Tuy nhiên, người Ottoman phớt lờ yêu cầu này, không muốn vi phạm thỏa thuận với Nga. Trong tình trạng hỗn loạn xảy ra sau thất bại của Ottoman, thủ lĩnh người Tatar Devlet Giray từ chối chấp nhận hiệp định vào thời điểm ký kết. Ông chiến đấu với người Nga ở Kuban trong chiến tranh, vượt eo biển Kerch đến Krym và chiếm thành phố Kaffa (Feodosia ngày nay). Devlet sau đó chiếm lấy ngai vàng Krym, soán vị Sahib Giray. Bất chấp ông có những hành động chống lại Nga, Nữ hoàng Nga Yekaterina đã công nhận Devlet là khả hãn.
Tuy nhiên, cùng lúc đó bà chuẩn bị cho Şahin Giray lên nắm quyền, người này được bà ưa chuộng và cư trú tại triều đình Nga. Thời gian trôi qua, quyền cai trị của Devlet ngày càng trở nên không vững chắc. Vào tháng 7 năm 1775, ông cử một nhóm sứ giả đến Constantinople để đàm phán về việc Hãn quốc Krym tái gia nhập Đế quốc Ottoman. Hành động này trực tiếp thách thức Hiệp ước Küçük Kaynarca mà ông yêu cầu người Ottoman hủy bỏ. Nhà ngoại giao nổi tiếng Ahmed Resmî Efendi từng giúp soạn thảo hiệp định, người này từ chối cung cấp bất kỳ sự trợ giúp nào cho Hãn quốc, vì không muốn bắt đầu một cuộc chiến tranh thảm khốc khác với Nga. Nữ hoàng Yekaterina ra lệnh xâm chiếm Krym vào tháng 11 năm 1776. Quân của bà nhanh chóng giành quyền kiểm soát Perekop trên lối vào bán đảo. Vào tháng 1 năm 1777, Şahin Giray do Nga hỗ trợ  tiến vào Krym qua eo biển Kerch, giống như Devlet từng làm. Devlet nhận thức được thất bại sắp xảy ra nên thoái vị và chạy trốn đến thủ đô Constantinople của Ottoman. Şahin được phong làm khả hãn bù nhìn, khiến người dân Hồi giáo trên bán đảo vô cùng tức giận. Khi biết tin này, Sultan Ottoman Abdul Hamid I đã lưu ý "Şahin Giray là một công cụ. Mục đích của người Nga là chiếm lĩnh Krym." Şahin là một thành viên của Nhà Giray cầm quyền, ông cố gắng thực hiện một loạt cải cách để "hiện đại hóa" Hãn quốc. Chúng bao gồm những nỗ lực nhằm tập trung quyền lực vào tay khả hãn, thiết lập chế độ cai trị "chuyên quyền" giống như ở Nga. Trước đây, quyền lực được phân chia giữa các thủ lĩnh của các thị tộc khác nhau, được gọi là bey. Ông nỗ lực thiết lập hệ thống đánh thuế nhà nước, một đội quân nghĩa vụ hóa và tập trung hóa, đồng thời thay thế hệ thống pháp luật Ottoman dựa trên tôn giáo truyền thống bằng luật dân sự. Những cải cách này nhằm mục đích phá vỡ trật tự Ottoman cũ, nhưng bị người dân Krym coi thường.

### Khởi nghĩa tại Krym (1777–1782)

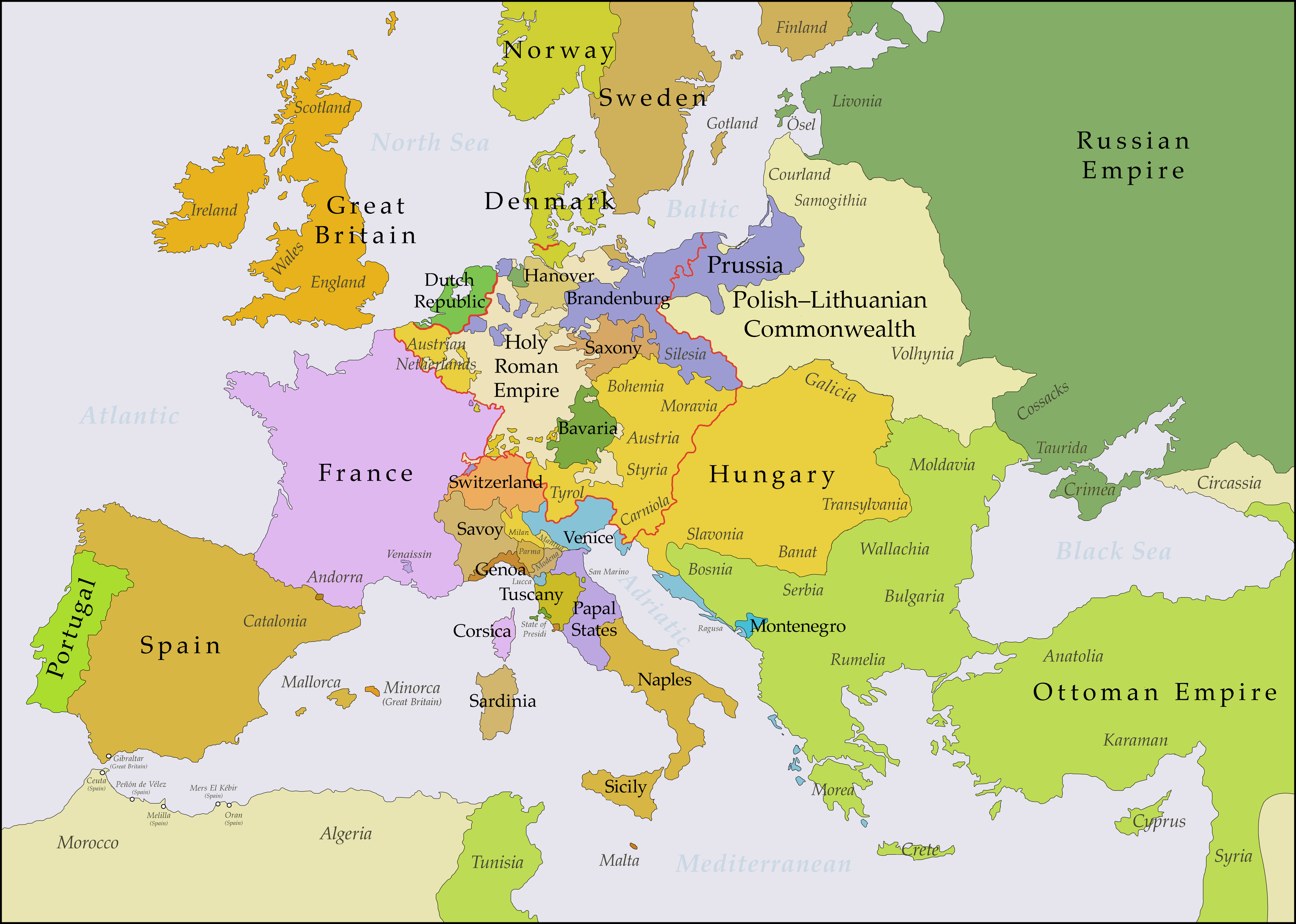
Châu Âu sau khi Nga sáp nhập Krym, bờ biển phía bắc biển Đen do Nga kiểm soát

Theo mệnh lệnh của Nữ hoàng Yekaterina, Şahin cho phép người Nga định cư tại bán đảo, khiến người Krym càng thêm tức giận. Một nhóm những người định cư này được gửi đến Yeni-Kale, nơi vẫn nằm dưới sự kiểm soát của Nga sau khi phong Şahin làm khả hãn. Cư dân địa phương đã cùng nhau ngăn cản việc người Nga định cư, và nổi dậy chống lại Şahin. Khả hãn cử đội quân nghĩa vụ mà ông mới thành lập đi dẹp loạn, nhưng quân của ông lại đào ngũ theo quân nổi dậy. Cuộc nổi dậy lan rộng khắp bán đảo, sau đó quân nổi dậy tiến vào cung điện của Şahin ở Bakhchysarai. Trong cuộc nổi dậy này, những người Krym lưu vong ở Constantinople tạo áp lực để chính phủ Ottoman hành động. Nhượng bộ trước áp lực, chính phủ Ottoman gửi một hạm đội đến Krym, bề ngoài là để bảo vệ Hiệp định Küçük Kaynarca. Tuy nhiên, Nga đã hành động nhanh hơn khi quân Nga đến Yeni-Kale vào tháng 2 năm 1778, dập tắt cuộc nổi dậy trước khi hạm đội Ottoman đến. Khi hạm đội đến vào tháng 3, họ phát hiện ra rằng không còn phiến quân nào để hỗ trợ. Hạm đội Ottoman giao tranh một thời gian ngắn với hải quân Nga ngoài khơi Akita (Sevastopol ngày nay), nhưng bị "buộc" phải bỏ chạy. Şahin được phục vị làm khả hãn. Các cuộc giao tranh nhỏ giữa hải quân Ottoman và Nga tiếp tục cho đến tháng 10 năm 1778, khi hạm đội Ottoman phải trở về Constantinople trong thất bại.
Trong những năm tiếp theo, Şahin tiếp tục cố gắng và cải cách Hãn quốc. Sự ủng hộ dành cho chương trình cải cách của ông vẫn còn thấp, và nó bị hủy hoại nghiêm trọng do quyết định của Nữ hoàng Yekaterina về tái định cư người Hy Lạp Pontic tại Krym đến bờ biển phía bắc của biển Azov, ở bên ngoài Hãn quốc. Cộng đồng này theo đạo Thiên chúa, họ là một phần thiết yếu của tầng lớp thương gia Krym, và hầu hết đã sẵn sàng ủng hộ các cải cách của Şahin. Việc tái định cư này gây ra thiệt hại đáng kể cho nền kinh tế Krym và càng làm suy yếu vị thế của khả hãn. Thừa nhận thất bại tại Krym, Đế quốc Ottoman ký Công ước Aynali Kavak vào đầu năm 1779. Trong thỏa thuận, người Ottoman công nhận Şahin là khả hãn của Krym, hứa sẽ không can thiệp thêm vào Krym và thừa nhận rằng Krym nằm dưới ảnh hưởng của Nga. Người Krym không còn có thể mong đợi sự hỗ trợ từ Ottoman. Các cải cách của Şahin được tiến hành, dần dần loại bỏ người Tatar khỏi các vị trí có ảnh hưởng chính trị. Trong một thời gian ngắn, Krym duy trì yên bình.
Một cuộc nổi loạn mới bắt đầu vào năm 1781, được châm ngòi do việc người Tatar tiếp tục bị gạt ra ngoài lề trong chính phủ Hãn quốc. Nhiều thủ lĩnh thị tộc và quân của họ tập hợp lại tại bán đảo Taman, cách Krym qua eo biển Kerch. Vào tháng 4 năm 1782, một phần lớn quân đội của Şahin đào thoát sang quân nổi dậy và gia nhập với họ tại Taman. Liên lạc giữa các thủ lĩnh phiến quân, bao gồm cả hai anh em trai của Şahin, và giới tinh hoa hành chính Krym được diễn ra. Các quan chức tôn giáo (ulama) và pháp luật (kadı), tức là những bộ phận quan trọng của trật tự Ottoman cũ, đã công khai tuyên bố ác cảm với Şahin. Lực lượng phiến quân tấn công Kaffa vào ngày 14 tháng 5 [lịch cũ 3 tháng 5] năm 1782. Quân của Şahin nhanh chóng bị đánh bại, và ông buộc phải trốn đến Kerch do Nga kiểm soát. Các thủ lĩnh phiến quân đã bầu anh trai của Şahin là Bahadır Giray làm khả hãn, và gửi một thông điệp tới chính phủ Ottoman để tìm kiếm sự công nhận. Tuy nhiên, không lâu sau đó Nữ hoàng Yekaterina cử Thân vương Grigory Potemkin khôi phục quyền lực cho Şahin. Không có sự phản đối đáng kể nào chống lại quân Nga xâm lược, và nhiều phiến quân đã bỏ chạy về qua eo biển Kerch. Nhờ vậy, khả hãn được phục vị vào tháng 10 năm 1782. Tuy nhiên, vào thời điểm này ông đã mất đi sự ủng hộ của cả người Krym và Nữ hoàng Yekaterina. Trong một bức thư gửi cố vấn người Nga cho Şahin, Yekaterina viết "Ông ấy phải chấm dứt cách đối xử tàn nhẫn và gây sốc này, đồng thời không cho họ [người Krym] lý do đúng đắn cho một cuộc nổi dậy mới". Khi quân đội Nga tiến vào bán đảo, công việc thiết lập một cảng ven Biển Đen để Đế quốc sử dụng bắt đầu. Thành phố Akitar được chọn làm địa điểm xây dựng cảng, đây là nơi đóng quân của Hạm đội Biển Đen mới được thành lập. Tuy nhiên, việc phục vị cho Şahin Giray là không chắc chắn về tính bền vững, dẫn đến gia tăng ủng hộ việc sáp nhập Krym, dẫn đầu là Thân vương Potemkin.

## Sáp nhập

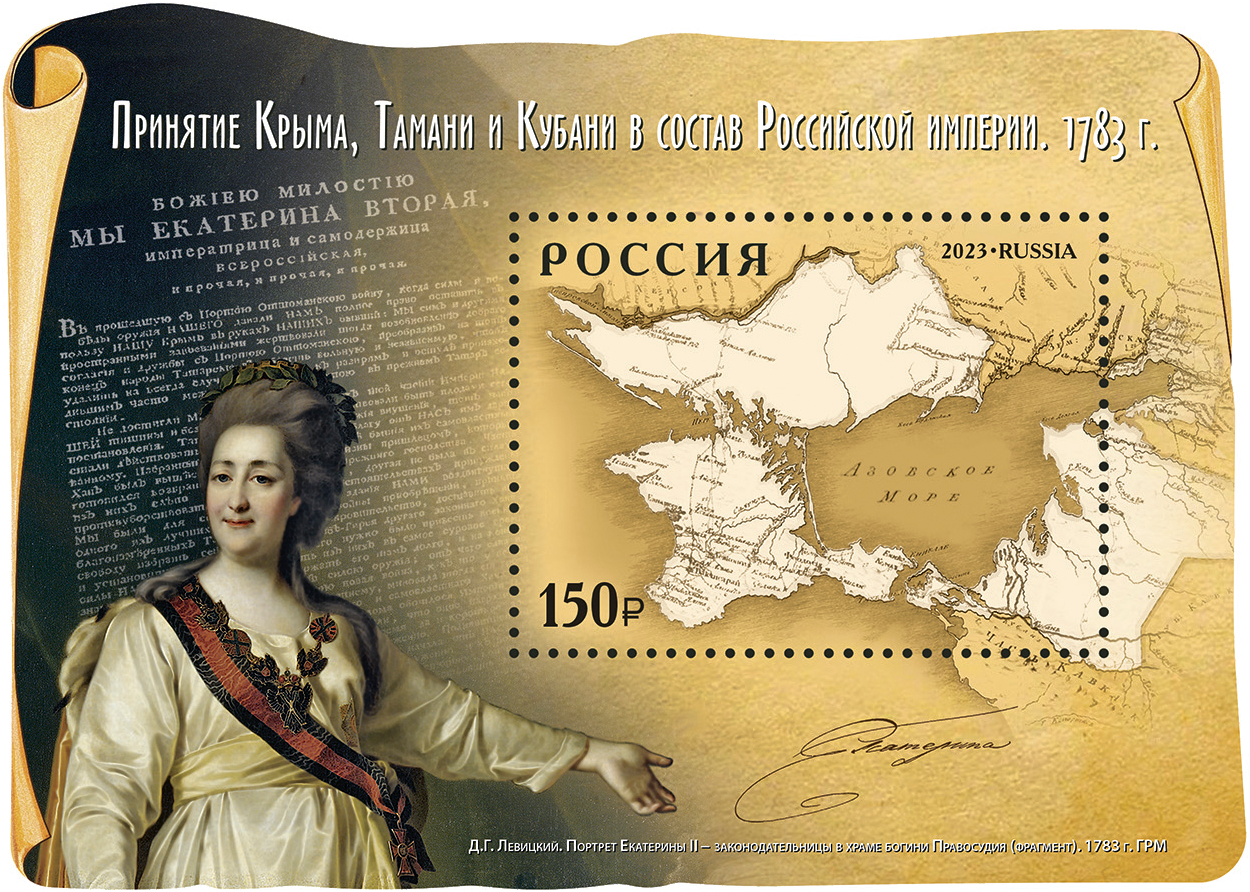
Tem năm 2023 để kỷ niệm việc sáp nhập

Vào tháng 3 năm 1783, Thân vương Potemkin đã thúc đẩy mạnh mẽ nhằm khuyến khích Nữ hoàng Yekaterina sáp nhập Krym. Vừa trở về từ Krym, ông nói với bà rằng nhiều người Krym sẽ "vui vẻ" phục tùng sự cai trị của Nga. Được khuyến khích từ tin tức này, Nữ hoàng Yekaterina ban hành một tuyên bố chính thức về việc thôn tính vào ngày 19 tháng 4 [lịch cũ 8 tháng 4] năm 1783. Người Tatar Krym không chống lại việc thôn tính, vì sau nhiều năm hỗn loạn họ thiếu nguồn lực và ý chí để tiếp tục chiến đấu. Nhiều người chạy trốn khỏi bán đảo, rời đến Anatolia. Cố vấn thân cận của Nữ hoàng khi đó là Bá tước Alexander Bezborodko viết trong nhật ký của mình rằng Nga buộc phải sáp nhập Krym:
Porte (chính phủ Ottoman) đã không giữ thiện ý ngay từ đầu. Mục tiêu chính của họ là tước đoạt độc lập của người Krym. Họ đã trục xuất khả hãn hợp pháp và thay thế ông bằng tên trộm Devlet Giray. Họ liên tục từ chối di tản Taman. Họ đã thực hiện nhiều nỗ lực xảo quyệt nhằm gây ra cuộc nổi dậy ở Krym chống lại Khả hãn Şahin Giray hợp pháp. Tất cả những nỗ lực này đã không khiến chúng ta phải tuyên chiến… Porte chưa từng ngừng uống từng giọt máu nổi dậy của người Tatar…Mong muốn duy nhất của chúng ta là mang lại hòa bình cho Krym…và cuối cùng chúng ta đã bị người Thổ Nhĩ Kỳ buộc phải sáp nhập khu vực này.
Quan điểm này là xa thực tế, "độc lập" của Krym là một chế độ bù nhìn, và người Ottoman đóng vai trò rất ít trong các cuộc nổi dậy của Krym. Krym được sáp nhập vào Đế quốc với tên tỉnh Taurida. Cuối năm đó, Đế quốc Ottoman ký một thỏa thuận với Nga công nhận việc để mất Krym và các lãnh thổ khác do Hãn quốc nắm giữ. Thỏa thuận được ký vào ngày 28 tháng 12 năm 1783, người đàm phán là nhà ngoại giao Nga Yakov Bulgakov. Hiệp định chuyển nhượng chính thức được gọi là Hiệp định Constantinople (1784).